# 六龜 (大字)
六龜，原稱為六龜里，是臺灣高雄市六龜區的一個傳統地域名稱，也是全區行政中心所在地，位於該區西部中南段。相較於今日行政區，其範圍大致包括六龜里不含北部邊界地帶及東南部邊界地帶、義寶里、文武里、新興里東北半部。
本地區境內主要聚落為六龜里、官苓坑、大藔、舊庄、狗藔、二坡仔（二陂仔），設有六龜高中（完全中學）、六龜國小。

## 歷史
台灣日治初期，六龜地區為一街庄，稱為「六龜里庄」（舊制街庄），隸屬於楠梓仙溪東里。該庄昔日北邊及東邊北側一小段與荖濃庄為鄰，東邊其餘部分隔荖濃溪與土壠灣庄、蕃地為鄰，南邊為新威庄，西邊為竹頭角庄、十張犁庄。
1901年（日治明治三十四年）11月11日，全台廢縣廳改設二十廳，該庄隸屬於蕃薯藔廳。1904年（明治三十七年）2月16日，該庄編入「六龜里區」，隸屬於蕃薯藔廳。1909年（明治四十二年）10月25日，全台合併二十廳為十二廳，六龜里區改隸屬於阿緱廳。1920年（大正九年）10月1日，全台地方制度大改正，廢十二廳改設五州二廳，該庄改制並簡化為「六龜」大字，隸屬於高雄州屏東郡六龜庄（新制街庄）。1932年12月1日，六龜庄改隸屬於旗山郡。
戰後六龜庄改制為六龜鄉，隸屬於高雄縣，大字亦改制為村。1950年（民國39年）10月1日，高、屏分治，六龜鄉仍隸屬於高雄縣。2010年（民國99年）12月25日，高雄縣、市合併為直轄高雄市，六龜鄉改制為六龜區，村亦改制為里。

## 聚落
本地區發展較早的聚落為六龜里、官苓坑、大藔、舊庄、狗藔、二坡仔（二陂仔），在日治初期的官方地圖上已有記載。

## 交通
省道台27甲線是六龜（實際起點在土壠）至新威的幹道，全線在六龜區境內，經過本地區的六龜里、舊庄、狗藔、二坡仔（二陂仔）等聚落。由該道路北行可前往土壠灣地區西北部的省道台27線路口；南行可前往六龜區南部的新威地區，並止於省道台28線轉角路口。
區道高131線是水冬瓜至六龜的道路，其南側端點（終點）位於本地區東部略偏北、六龜里聚落南側的省道台27甲線路口，由此向北蜿蜒而行，會經過本地區的官苓坑聚落。2009年8月，莫拉克颱風引起的八八水災沖毀部分路基，造成本線道路中段，至2020年仍無法通行。

## 學校
- 六龜高中（完全中學）
- 六龜國小

## 公務機關
- 六龜區公所
- 高雄市美濃戶政事務所六龜辦事處
- 高雄市政府警察局六龜分局暨義寶派出所
- 高雄市政府消防局第六大隊六龜消防分隊